# Association Sportive Sogara
El AS Sogara fue un equipo de fútbol de Gabón que llegó a estar en la Primera División de Gabón, la liga de fútbol más importante del país.

## Historia
Fue fundado en el año 1958 en la ciudad de Port-Gentil, ganó 6 torneos de liga y 1 de copa y ha logró ser subcampeón de la Recopa Africana en el año 1986.
El club fue excluido para la temporada 1995 por irregularidades financieras y posteriormente desapareció a finales del año 1994.

## Palmarés
- Recopa Africana: 0
  - Subcampeón: 1

1986
- Primera División de Gabón: 6

1984, 1989, 1991, 1992, 1993, 1994
- Copa Interclubes de Gabón: 1

1985
- - Subcampeón: 1

1984
- Supercopa de Gabón: 0
  - Subcampeón: 1

1994

## Participación en competiciones de la CAF
| Temporada | Torneo                            | Ronda            | Club              | Casa | Visita | Global  |
| --------- | --------------------------------- | ---------------- | ----------------- | ---- | ------ | ------- |
| 1985      | Copa Africana de Clubes Campeones | 1                | Tonerre Yaoundé   | 1-0  | 1-2    | 2-2 (a) |
| 1985      | Copa Africana de Clubes Campeones | 2                | Vital'O FC        | 1-1  | 1-3    | 2-4     |
| 1986      | Recopa Africana                   | 1                | Sekondi Hasaacas  | 3-0  | 0-1    | 3-1     |
| 1986      | Recopa Africana                   | 2                | Bye1              | Bye1 | Bye1   | Bye1    |
| 1986      | Recopa Africana                   | Cuartos de final | Foadan FC         | 3-1  | 2-1    | 5-2     |
| 1986      | Recopa Africana                   | Semifinales      | CS Hammam-Lif     | 3-0  | 0-0    | 3-0     |
| 1986      | Recopa Africana                   | Final            | Al-Ahly SC        | 2-0  | 0-3    | 2-3     |
| 1990      | Recopa Africana                   | 1                | Étoile du Congo   | 0-2  | 0-1    | 0-3     |
| 1992      | Copa Africana de Clubes Campeones | 1                | Primero de Agosto | 0-1  | 0-2    | 0-3     |
| 1993      | Copa Africana de Clubes Campeones | 1                | Étoile du Congo   | 0-0  | 0-2    | 0-2     |
| 1993      | Copa Africana de Clubes Campeones | 2                | Club Africain     | 2-0  | 1-1    | 3-1     |
| 1993      | Copa Africana de Clubes Campeones | Cuartos de final | Stationery Stores | 3-2  | 0-1    | 3-3 (a) |
| 1994      | Copa Africana de Clubes Campeones | 1                | Petro Atlético    | 2-1  | 0-0    | 2-1     |
| 1994      | Copa Africana de Clubes Campeones | 2                | WAC Casablanca    | 2-0  | 1-0    | 3-0     |
| 1994      | Copa Africana de Clubes Campeones | Cuartos de final | Zamalek SC        | 2-2  | 0-1    | 2-3     |

1- En la segunda ronda debía de enfrentarse al ganador de las serie entre el Abiola Babes de Nigeria y AS Dragons FC de l'Ouémé de Benín, pero ambos equipos fueron descalificados.